# Pawłów (gmina)
Pour les articles homonymes, voir Pawłów.
La gmina de Pawłów est une commune rurale de la voïvodie de Sainte-Croix et du powiat de Starachowice. Elle s'étend sur 137,39 km2 et comptait 15 064 habitants en 2006. Son siège est le village de Pawłów qui se situe à environ 10 kilomètres au sud de Starachowice et à 36 kilomètres à l'est de Kielce.

## Villages
La gmina de Pawłów comprend les villages et localités d'Ambrożów, Bronkowice, Brzezie, Bukówka, Chybice, Dąbrowa, Godów, Grabków, Jadowniki, Kałków, Krajków, Łomno, Modrzewie, Nieczulice, Nowy Bostów, Nowy Jawor, Pawłów, Pokrzywnica, Radkowice, Radkowice-Kolonia, Rzepin Drugi, Rzepin Pierwszy, Rzepin-Kolonia, Rzepinek, Stary Bostów, Stary Jawor, Świętomarz, Świślina, Szeligi, Szerzawy, Tarczek, Trzeszków, Warszówek, Wawrzeńczyce, Wieloborowice et Zbrza.

## Villes et gminy voisines
La gmina de Pawłów est voisine de la ville de Starachowice et des gminy de Bodzentyn, Brody, Kunów, Nowa Słupia, Wąchock et Waśniów.